# Кари Кун
Кари Кун (енгл. Carrie Coon; 24. јануар 1981) америчка је глумица. Најпознатија је по улогама Норе Дерст у ТВ серији Остављени на каналу Ејч-Би-Оу и Марго Дан у филму Ишчезла редитеља Дејвида Финчера. Године 2012. била је номинована за награду Тони за улогу у представи Ко се боји Вирџиније Вулф?.